# Viola weberbaueri
Viola weberbaueri är en violväxtart som beskrevs av Wilhelm Becker. Viola weberbaueri ingår i släktet violer, och familjen violväxter. Inga underarter finns listade i Catalogue of Life.